# 岡村誠之 (陸軍軍人)
岡村 誠之（おかむら まさゆき、1904年（明治37年）11月11日 - 1974年（昭和49年）6月3日）は、日本の陸軍軍人。
歩兵第149連隊長・駐蒙軍高級参謀・南方軍作戦主任参謀等を歴任し、階級は陸軍大佐に至る。士官候補生第38期歩兵科で第28軍高級参謀の岡村愛一陸軍大佐（陸士36期工兵科）は兄。長男に警視庁副総監・内閣広報官を務めた岡村健、次男に東芝会長・日本商工会議所会頭を務めた岡村正がいる。

## 経歴
和歌山に生まれ、粉河中学校、大阪陸軍地方幼年学校、陸軍士官学校予科を経て陸軍士官学校に進み、大正15年7月16日に士官候補生第38期で卒業する。同年10月25日歩兵少尉に任官され、歩兵第37連隊附を命ぜられる。昭和4年10月に歩兵中尉に進級し、昭和7年8月から熊本陸軍教導学校附に移る。昭和8年12月に陸軍大学校に入校、昭和9年8月の歩兵大尉進級を経て、昭和11年11月に陸軍大学校第48期を優等で卒業。卒業と同時に歩兵第37連隊中隊長を命ぜられ、昭和12年11月陸軍兵器本廠附兼陸軍省人事局課員を命ぜられ、補任課に属す。

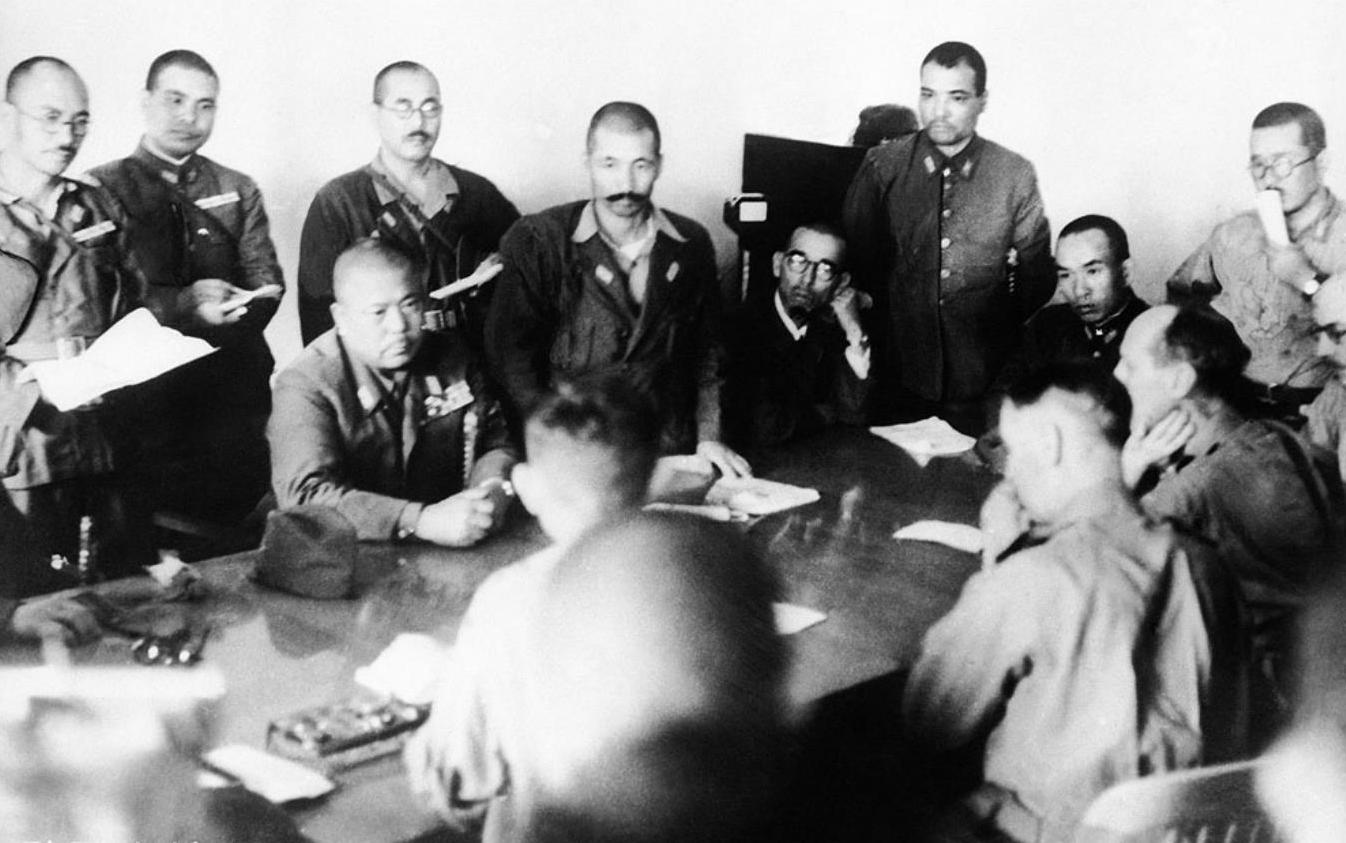
山下・パーシバル両司令官会見。
日本軍側:前列左から
山下奉文中将、杉田一次中佐、馬奈木敬信大佐、藤原岩市少佐、岡村誠之中佐。後列左から三番目、山津兵武之輔大佐

昭和14年3月に歩兵少佐に進級。昭和15年4月25日参謀本部員に転じ、大本営参謀を兼ね対南方政策を担当する。昭和16年8月中佐（昭和15年に兵科撤廃）に進み、昭和17年4月陸軍大学校教官に補される。昭和17年5月2日南方軍作戦主任参謀に就き、昭和17年6月10日陸軍大学校附に移る。昭和17年11月1日から再び陸軍大学校教官を務め、昭和19年6月26日駐蒙軍高級参謀に就任。同年8月1日大佐に進級し、昭和20年4月6日歩兵第149連隊長に就任、この職で終戦を迎える。昭和21年4月に復員。